# 2016年12月中國大陸

## 12月1日
- 国家主席习近平在人民大会堂会见塞拉利昂总统欧内斯特·巴伊·科罗马[1]。

## 12月2日
- 最高人民法院第二巡回法庭对聂树斌案公开宣判，撤销原审判决，改判聂树斌无罪[2]。
- 中央军委军队规模结构和力量编成改革工作会议12月2日至3日在京举行[3]。中共中央总书记、国家主席、中央军委主席、中央军委深化国防和军队改革领导小组组长习近平出席会议并发表重要讲话[4]。

## 12月5日
- 习近平主持召开中央全面深化改革领导小组第三十次会议并发表重要讲话[5]。
- 香港证券交易所和深圳证券交易所分别举行“深港通”启动仪式[6]。

## 12月8日
- 最高人民法院正式判决迈克尔·杰弗里·乔丹诉乔丹体育案，迈克尔·乔丹被裁定拥有中文“乔丹”的姓名权[7]。

## 12月9日
- 第四屆香港特別行政區行政長官梁振英以家庭原因為由，宣布放棄競逐連任，不參加2017年香港特別行政區行政長官選舉。 [8]

## 12月12日
- 中华人民共和国外交部部长王毅在伯尔尼会见瑞士联邦主席约翰·施耐德-阿曼，并与瑞士联邦委员兼外长伯克哈尔特会谈[9]。
- 北京市環境保護局研究員周揚勝同日於自然資源保護協會（NRDC）舉辦的「治霾與控煤」研討會上發表，依據2015年（PM2.5）之監測數據，京津冀（北京、天津、河北）地區，其細懸浮微粒高出全中國平均值的35%。雖近年持續下降中，但下降的實在不多，實是無感狀態。[10]
- 中國財政部同日發布「中央大氣汙染防治專項資金管理使用情況」通報，糾舉部分地方政府私自挪用專項資金，違規運用開支範圍。[11]
- 中新社報導，上海市的虹橋及浦東兩機場，同日旅客吞吐量突破1億人次。是繼倫敦、紐約、東京、亞特蘭大之後，全球第五座達標城市。[12]

## 12月15日
- 镇江市中级人民法院对“亲生父亲杀女案”进行宣判，以故意杀人罪判处被告有期徒刑12年。[13]

## 12月16日
- 江苏省常州市中级人民法院公开宣判山西省政协原副主席令政策受贿案，判处令政策判处有期徒刑十二年六个月[14]。

## 12月23日
- 中华人民共和国外交部部长王毅赴柬埔寨出席并共同主持澜沧江—湄公河合作第二次外长会[15]。

## 12月28日
- 新華社報導，全球最長壽的雄性貓熊「盼盼」（31歲），近期因腫瘤併發，健康惡化而逝世。目前，估計其後代，已佔全球圈養貓熊群體近1/4。[16]
- 16时50分许，3人驾车冲入新疆墨玉县县委大院，持自制炸弹、砍刀袭击工作人员，杀死1名干部和1名保安员，3名干部受轻伤。3名袭击者被当场击毙[17]。